# Josep Finestres i Monsalvo
Josep Finestres i Monsalvo (Barcelona, 5 d'abril de 1688 - Montfalcó d'Ossó, 11 de novembre de 1777) fou un erudit jurista català, germà de l'historiador Jaume Finestres.

## Biografia
Josep Finestres i de Monsalvo va néixer a Barcelona, el 5 d'abril de 1688, ciutat on començà a estudiar amb els jesuïtes al Col·legi de Cordelles, es graduà de batxiller i ingressà a la universitat on inicià els seus estudis de dret l'any 1706. A la Universitat de Cervera es llicencià i doctorà en dret civil (1715) i es llicencià en cànons. Restà fins a la seva mort a la Universitat de Cervera i en va ser l'ànima i potser la figura més prestigiosa. Allà exercí molts i diversos oficis i càrrecs: des de corrector de proves i bibliotecari, als càrrecs de regent de la càtedra de dret civil (1715-18), de professor extraordinari d'Institucions (1718-22), de regent de la primera càtedra de dret (1722-30) i de la de vespres de lleis (1730-31). A partir de 1734 obté la càtedra de prima que exerceix fins a la jubilació (1751). Fou vicecanceller i per aquest motiu també canceller interí l'any 1743 a la mort de Miquel Gonser i Andreu. Per segona vegada va ser nomenat Vicecanceller el 16 de març de 1762 quan es va produir la vacant del Canceller don Blas Quintana. Dedicà tota la seva vida a l'ensenyament del dret i a l'estudi de la cultura clàssica. Gran especialista en dret romà, anotador i editor de textos i en epigrafia. Dominava el català, el castellà, el francès, l'alemany, el llatí i el grec. A partir de 1727, tingué una interessant correspondència amb Gregori Maians i Siscar que el considerava “el príncep del dret romà”. A més de Mayans mantingué correspondència amb altres intel·lectuals contemporanis convertint el seu epistolari en una font de dades i d'informació històrica. Va morir a Montfalcó el dia 11 de novembre de 1777. Traslladat el cadàver a Cervera va rebre exèquies extraordinàries per la Universitat. Destacà per la seva erudició i qualitat dels discursos i les oracions solemnes dedicades als alumnes. Va ser un dels primers membres de la Reial Acadèmia de Bones Lletres de Barcelona.
El CRAI Biblioteca de Fons Antic de la Universitat de Barcelona conserva diverses de les obres que van formar part de la biblioteca personal de Finestres, així com dos exemples de les marques de propietat que van identificar els seus llibres al llarg de la seva vida.

## Publicacions
- Finestres de Monsalvo, Josep [et alt.]. Jurisprudentia vetus ante-justinianea : complectens fragmenta legum regiarum & decemviralium romanorum itemqve veterum jurisconsultorum & codicum gregoriani atque hermogeniani : vndeqvaqve diligentissimè collecta : adjectae sunt Petri Fabri ... notae ad Ulpiani titulos XXIX nondum antea editae .... Cervariae : typis Academicis, excudebat Emmanuel Ibarra, 1744. Disponible a : Catàleg de les biblioteques de la UB

- Finestres de Monsalvo, Josep. D. Josephi Finestres et de Monsalvo ... In Hermogeniani JCti. Juris Epitomarum libros VI commentarius, 2 Vol. Cervera: Typis Academicis, apud Antoniam Ibarra, 1757. Disponible a: Catàleg de les biblioteques de la UB

- Finestres de Monsalvo, Josep. Epistolari: suplement: addicions a la correspondència amb I. de Dou i de Solà, G. Mayans i Siscar, G. Meerman, P. Serra i Postius, G. Lagomarsini i el Comte de Lumiares; Discursos acadèmics i doctorals. Barcelona: Balmes, 1969. Disponible a: Catàleg de les biblioteques de la UB

- Finestres de Monsalvo, Josep. Dissertatio de colore furoris in querela inofficiosi testamenti vice acroaseos anniversariae ex academico instituto elucubrata et publici juris facta. Cervariae in Lacetanis: Typ. Academic. apud Josephum Barbèr, 1751. Disponible a: Catàleg de les biblioteques de la UB

- Finestres de Monsalvo, Josep. Epistolari. Barcelona: Biblioteca Balmes, 1933-1969. Disponible a: Catàleg de les biblioteques de la UB

- Finestres de Monsalvo, Josep. Epistolari. Barcelona: Biblioteca Balmes, 1933-1934. Disponible a: Catàleg de les biblioteques de la UB

- Finestres de Monsalvo, Josep. Epistolari : suplement : addicions a la correspondència amb I. de Dou i de Solà, G. Mayans i Siscar, G. Meerman, P. Serra i Postius, G. Lagomarsini i el Comte de Lumiares; Discursos acadèmics i doctorals. Barcelona: Balmes, 1969. Disponible a: Catàleg de les biblioteques de la UB

- Dou i de Bassols, Ramon Llàtzer de; Finestres de Monsalvo, Josep.Inscriptiones Romanae : in Catalavnia repertae post vvlgatam syllogen D.D. Iosephi Finestres et de Monsalvo ... / nunc primum editae a D.D. Raymvndo Lazaro Dov et de Bassols. Production Ceruriae Lacetanorum, Typis Academicis, 1769. Disponible a: Catàleg de les biblioteques de la UB

- Finestres de Monsalvo, Josep. De jure dotium libri V : cum duplici indice, altero legum illustratarum, altero rerum & verborum. Cervera: Production Cervariae Lacetanorum : typ[is] academic[is], apud Josephum Barber & soc, 1754. Disponible a: Catàleg de les biblioteques de la UB

- Finestres de Monsalvo, Josep. Josephi Finestres et a Monsalvo ... In Hermogeniani JCti Juris Epitomarum libros VI Commentarivs : cum duplici indice,altero legum illustratarum, altero rerum & verborum. Cervera: Production Cervariae Lacetanorum : typis academicis, apud Antoniam Ibarra, viduam, 1757. Disponible a : Catàleg de les biblioteques de la UB

- Finestres de Monsalvo, Josep. Josephi Finestres et a Monsalvo ... Praelectiones cervarienses, sive, Commentarii academici ad titulum pandectarum De liberis et postumis, cui subjungitur diatriba De postumis heredibus instituendis vel exheredandis, et ad titulum De adquirenda vel omittenda hereditate : cum duplici indice, altero legum illustratarum, altero rerum & verbo. Cervera: Production Cervariae Lacetanorum : typis academicis, per Josephum Barber & soc., 1750-1752. Disponible a : Catàleg de les biblioteques de la UB

- Finestres de Monsalvo, Josep. Josephi Finestres et a Monsalvo ... De jure dotium libri V : cum duplici indice, altero legum illustratarum, altero rerum & verborum. Cervariae Lacetanorum : typ[is] academic[is], apud Josephum Barber & soc., 1754. Disponible a: Catàleg de les biblioteques de la UB

- Finestres de Monsalvo, Josep.  Praelectio Cervariensis sive commentarius accademicus ad titulum Pandectarum de vulgari et pupillari substitutione = lliçó cerverina o comentari acadèmic del títol de les Pandectes "De la substitució vulgar i de la pupil·lar" / Josep Finestres i de Monsalvo (1688-1777); Maurici Pérez Simeón, estudi introductori, traducció, notes i índexs. Barcelona : Generalitat de Catalunya. Departament de Justícia : Parlament de Catalunya, 2005. Disponible a: Catàleg de les biblioteques de la UB

- Finestres de Monsalvo, Josep. Sylloge inscriptionum romanorum quae in principatu Catalauniae vel exstant vel aliquando exstiterunt / notis et observationibus illustratarum D.D. Josepho Finestres et de Monsalvo ...; cum variis indicibus congruentibus. Cervariae Lacetanorum : Typis Academicis, per Antoniam Ibarra, viudam, 1762. Disponible a: Catàleg de les biblioteques de la UB

- Ferretti, Emilio; Finestres de Monsalvo, Josep [et alt.]. Aemylii Ferretti ... in titvl. De acquirend. Posses., Vsucap. l. III, Verbor. Obligat. : praelectiones, quas in praeclara Auenionensium Academia suis auditoribus dictauit, nunquam antea in lucem emissae : ab ipso auctore recognitaeLugduni : apud Mathiam Bonhomme, 1552. Disponible a: Catàleg de les biblioteques de la UB

- Tartagni, Alessandro; Finestres de Monsalvo, Josep [et alt,].  Alexandri Tartagni ... [In Corpus Iuris Civilis commentaria] . Lvgdvni [Lió] : excusa fuere per Joannem Ausoult, 1562. Disponible a : Catàleg de les biblioteques de la UB

- Bartolo da Sassoferrato; Finestres de Monsalvo, Josep [et alt.]. Bartoli da Saxoferrato Prima [ -secunda] super Infortiato .... Lugduni [Lió] : apud Sebastianum Gryphium ..., 1530. Disponible a : Catàleg de les biblioteques de la UB

- Bartolo da Sassoferrato; Finestres de Monsalvo, Josep [et alt.]. Bartoli de Saxoferrato Prima [-secunda] super Codice .... Lugduni [Lió] : ex officina Sebastiani Griphij, 1530. Disponible a : Catàleg de les biblioteques de la UB

- Fernand, Bérenger; Finestres de Monsalvo, Josep [et alt.]. Berengarii Fernandi ... Lucubrationum libri 5. antehac in lucem editi. Quibus sextum de futura conventionali successione pacta complexum adiunxit, ... Recens vero emendati, & multo locupletiores redditi. Accesserunt enim huic postremae editioni, ... tractatus quatuor antehac in lucem non emissi .... Lvgdvni : apud Ioannem Veyrat et Thomam Soubron, 1601 (Lugduni : excudebat Guichardus Jullieron, typographus regius). Disponible a: Catàleg de les biblioteques de la UB

- Albert, Magne, sant; Finestres de Monsalvo, Josep [et alt.]. Compendium theologicae veritatis. [Lugduni [Lió] : Gulielmus Balsarin, ca 1487]. Disponible a: Catàleg de les biblioteques de la Universitat de Barcelona

- Belloni, Giovanni Antonio; Finestres de Monsalvo, Josep [et alt.]. D. Ioannis Antonii Belloni ... de ivre accrescendi tractatvs : nunc primum in lucem editus, in quo difficiliores tam contractuum, quàm vltimarum voluntatum quaestiones continentur : cum triplici capitum & quaestionum, legum explicatarum & rerum ac verborum indice. Avgvstae Tavrinorvm [Torí] : apud HH. Io. Dominici Tarini, 1637-1666. Disponible a :Catàleg de les biblioteques de la UB

- Mendoza, Fernando de; Finestres de Monsalvo, Josep [et alt.]. Domini Ferdinandi a Mendoça disputationum iuris ciuilis in difficiliores leges. ff. de pactis libri tres .... Complvti : ex typographia Ferdinandi Ramirez, 1586. Disponible a : Catàleg de la Universitat de Barcelona

- Maians i Siscar, Gregori; Finestres de Monsalvo, Josep [et alt.]. Gregorii Maiansii ... Ad triginta jurisconsultorum omnia fragmenta quae exstant in Juris Civilis Corpore commentarii. Genevae [Ginebra] : apud Fratres De Tournes, 1764. Disponible a: Catàleg de les biblioteques de la UB

- Zasius, Ulrich; Finestres de Monsalvo, Josep [et alt.]. In tit. de verb. obligationib. lectura / per dn. Vdalricum Zasium iureconsultum, summa fide ac diligentia elaborata, atque nunc primum in singularem studiosorum iuris utilitatem aedita .... Basileae : apud Mich. Isingrinium, 1540. Disponible a : Catàleg de les biblioteques de la UB

- Riva di San Nazzaro, Gianfrancesco; Finestres de Monsalvo, Josep [et alt.]. Riva di San Nazzaro, Gianfrancesco, m. 1535 . Augustae Taurinorum : apud haeredes Nicolai Beuilaquae, 1574. Disponible a : Catàleg de les biblioteques de la UB

- Isidor de Sevilla, sant; Finestres de Monsalvo, Josep [et alt.]. Isidori Hispalensis episcopi Originum libri viginti ex antiquitate eruti. et Martiani Capellae De nuptijs philologiae& Mercurij libri nouem / vterque, praeter Fulgentium & veteres grammaticos, varijs lectionibus & scholijs illustratus,opera atq[ue] industria Bonaventvrae Vvlcanii .... Basileae : per Petrvm Pernam, [1577]. Disponible a: Catàleg de les biblioteques de la UB

- Avillón Daza y Guzmán, José de; Finestres de Monsalvo, Josep [et alt.]. Lumen justitiae et juris utriusque in novem vesperibus refulgens totidemque dialogis illustratum ... / auctore D. Josepho de Avillon Daza et Guzmàn .... Valentiae : ex officina Josephi Thomae Lucas ..., 1737. Disponible a: Catàleg de les biblioteques de la UB

- Castro, Paul de; Finestres de Monsalvo, Josep [et alt.]. Pauli de Castro Prima[-secunda] super Infortiato. Habetur hoc in volumine prima[-secunda] pars commentariorum Pauli de Castro ... in Infortiatum, elegantissimis ... Francisci de Curte, pluriumq[ue] alio[rum] additionibus [et] apostillis. Summarijs ite[m] Hieronymi de Marliano ... aucta [et] illustrata. Nunc demum accuratissime [et] castigata [et] typis excusa, nihil eoru[m] que in alijs habentur editio[n]ibus pretermisso .... Lugduni : ex officina chalcographaria Sebastiani Gryphis ..., 1527. Disponible a : Catàleg de les biblioteques de la UB

- Castro, Paul de; Finestres de Monsalvo, Josep [et alt.]. Pauli de Castro Prima[-secunda] super Codice. Habetur hoc in volumine prima[-secunda] pars co[m]mentariorum Pauli de Castro ... super Codice, elegantissimis ... Francisci de Curte, pluriumq[ue] aliorum additionibus [et] apostillis. Summarijs ite[m] Hieronymi de Marliano ... aucta [et] illustrata. Nunc demum accuratissime [et] castigata [et] typis excusa .... Lugduni : apud Sebastianu[m] Gryphem ..., 1527. Disponible a : Catàleg de les biblioteques de la UB

- Linglois, Pierre François; Finestres de Monsalvo, Josep [et alt.]. Qvinqvaginta decisiones imperatoris Ivstiniani qvae a secvndo libro codicis vsque ad nonum diffusae sunt, gnauiter huc redactae & enucleatae paucis literis : cum quadringentis praecipuis quaestionibus forensibus & conclusionibus earumdem plerisque alijs innumeris propositae materiae deseruientibus / per D. Petrvm Franciscvm Linglois .... Antverpiae : apud Ioannem Keerbergivm, 1622. Disponible a : Catàleg de les biblioteques de la UB